# Ocell martell
L'ocell martell (Scopus umbretta) és una espècie d'ocell africà, única del seu gènere i de la família dels escòpids (Scopidae).

## Hàbitat i distribució
Viu prop de l'aigua, malgrat que siguin petits tolls. Prefereix terres obertes amb arbres abans que el bosc. Viu a la regió afrotròpica. És sedentari, però pot desplaçar-se si pateix alteracions el seu hàbitat.

## Morfologia
- Fa uns 50 cm de llargària i un pes de 450 g.
- Plomatge bru amb bec i potes negres[2]

Una cresta darrere del cap en línia amb el bec li dona l'aspecte de martell que li dona nom.
- Membranes interdigitals parcials. Té un dit posterior lliure, com els flamencs.

Cua curta i gras ales que la fan una bona planejadora.
- Normalment és silenciós però amb una àmplia gamma de notes altes quan vola, o en l'època de festeig.
- El bec acaba en un ganxo, com el dels pelecaniformes, però és llarg com el dels ciconiformes. Les potes i el coll són massa curtes per a un ciconiforme.

## Reproducció
El niu és una enorme estructura amb forma de cúpula feta de pals, brosses i herbes a un arbre amb les rames sobre l'aigua, a altura variable. L'entrada del niu està fixada amb fang. Allí pon 3 – 7 ous, blancs que ambdós coven durant 30 dies.
Quan naixen, els pollets estan coberts de plomissa grisa, però en 17 dies ja tenen plomes al cap i al mes per tot el cos.

## Hàbits
- Au sedentària.
- Sol desplaçar-se en parelles.
- Planeja amb el cap estirat cap avant.

## Alimentació
Menja bàsicament amfibis, però també peixos i invertebrats. Sovint menja deixalles a prop de l'hàbitat humà.

## Taxonomia
Se'l va situar a la família dels ardèids (Ardeidae) i més tard a la seva pròpia família, dins dels ciconiformes (Ciconiiformes). Modernament s'ha situat a l'ordre dels pelecaniformes. Se n'han distingit dues subespècies:
- S.u.umbretta, de l'Àfrica occidental.
- S.u.bannermanni de l'Àfrica central, oriental i austral. Madagascar. Sud d'Aràbia.